# Перш-ан-Носе
Перш-ан-Носе (фр. Perche en Nocé) — муніципалітет у Франції, у регіоні Нижня Нормандія, департамент Орн. Перш-ан-Носе утворено 1 січня 2016 року шляхом злиття муніципалітетів Колонар-Корюбер, Дансе, Носе, Прео-дю-Перш, Сент-Обен-де-Груа i Сен-Жан-де-ла-Форе. Адміністративним центром муніципалітету є Носе. Населення — 2001 особа (01.01.2021).